# قلعة بهمن (كرتشمبو الشمالي)
قلعة بهمن (بالفارسية: قلعه بهمن) هي قرية تقع في إيران في أصفهان. يقدر عدد سكانها بـ 192 نسمة .